# Anastasia (film 1997)
Anastasia è un film d'animazione del 1997 diretto e prodotto da Don Bluth e Gary Goldman ai Fox Animation Studios, narrante una storia romanzata della giovane granduchessa Anastasia che tenta di ritrovare il suo passato, diversi anni dopo la Rivoluzione russa che eliminò la dinastia dei Romanov.
Distribuito dalla 20th Century Fox nei cinema statunitensi il 14 novembre 1997, sei anni dopo il crollo dell'Unione Sovietica, il film è stato generalmente ben accolto dai critici, che ne hanno elogiato l'animazione, le esibizioni vocali e la colonna sonora (anche grazie alle canzoni tema Journey to the Past e Once Upon a December, eseguite da Aaliyah e Liz Callaway, cantate nel doppiaggio italiano da Tosca, la voce di Anastasia), sebbene abbia attirato critiche da parte di alcuni storici per aver intrattenuto una tale rivisitazione della Granduchessa.
Il film ha incassato 140 milioni di dollari statunitensi in tutto il mondo, rendendolo il film più redditizio di Bluth e Fox Animation Studios. Nelle sale italiane, il lungometraggio è arrivato il 17 marzo 1998. Nel 2019 Disney, tramite l'acquisizione della Fox, ha acquistato al tempo stesso anche i diritti del franchise di Anastasia.

## Trama
Russia, 1916. Per festeggiare il 300º anniversario dell'ascesa al potere dei Romanov, lo zar Nicola II indice un ballo di gala presso il Palazzo di Caterina a San Pietroburgo. Per l’occasione, l'imperatrice madre Maria Fëdorovna decide di fare un regalo a sua nipote, la granduchessa Anastasia: un carillon, la cui chiave è un ciondolo con l'incisione "Insieme a Parigi". Il ballo viene interrotto dall'arrivo del malvagio stregone Rasputin, un monaco corrotto ed ex confidente reale che ha venduto l'anima al diavolo in cambio di poteri magici contenuti in un reliquiario. Vedendosi rifiutato dai Romanov, scaglia su di essi una maledizione, promettendo loro la morte entro quindici giorni: approfittando del malcontento popolare, favorisce lo scatenarsi della Rivoluzione russa. Un giovane sguattero, Dimitri, riesce a salvare l'imperatrice Maria e Anastasia tramite un passaggio segreto. Mentre nonna e nipote fuggono sul ghiacciato fiume Neva, Rasputin tenta di uccidere Anastasia, ma il ghiaccio cede e lo stregone viene inghiottito dal fiume, perdendo il reliquiario. Le due raggiungono un treno per la Francia: Maria vi sale, ma non riesce a tenere la mano di Anastasia, che cade con il ciondolo donatole dalla nonna e sbatte la testa, perdendo la memoria, mentre il treno si allontana.
Dieci anni dopo, nel 1926, la Russia è sotto il regime comunista. L'imperatrice Maria, in esilio a Parigi, venuta a conoscenza di una presunta sopravvivenza di Anastasia, offre una cospicua ricompensa a chi le riporterà la nipote perduta. Vicino a San Pietroburgo, intanto, un'orfana di nome Anya, simile ad Anastasia, esce dall'orfanotrofio che l'ha ospitata per un decennio e, avendo il ciondolo con la scritta "Insieme a Parigi", pur non ricordando niente della sua infanzia decide di andare in Francia a cercare notizie. Mentre si sta dirigendo a San Pietroburgo, la giovane incontra e adotta un cagnolino che chiama Pooka; una volta arrivata in città, cercando un modo per andare a Parigi, in quanto priva di visto d'uscita, la ragazza raggiunge il vecchio e abbandonato palazzo dei Romanov, dove lentamente inizia a ricordare alcuni dettagli della sua vita passata. La ragazza incontra Dimitri e Vladimir, due bigliettai truffatori tornati da Parigi alla ricerca di una sosia della granduchessa Anastasia, i quali notano la sua somiglianza con Anya. I tre si mettono in viaggio ed Anya accetta di essere Anastasia per poco tempo, al fine di poter poi andare a cercare la sua famiglia. Dopo non molto, Dimitri e Anya iniziano a provare qualcosa l'uno per l'altra, anche se lo nascondono coi litigi. A causa di una svista nei documenti di viaggio, sono costretti a nascondersi nel vagone bagagli vicino alla locomotiva.
Rasputin però non è morto: la sua maledizione non si è infatti mai completata, lasciandolo così intrappolato nel limbo, da cui però riesce a liberarsi grazie al suo servo Bartok, un pipistrello albino: questo ha visto il reliquiario illuminandosi dopo anni di inattività, il che significa che Anastasia è ancora viva, e il suo potere trascina il pipistrello portandolo a Rasputin. Il monaco decide di evocare le forze dell'inferno per tentare di uccidere Anya. La carrozza su cui lei e i suoi compagni si trovavano viene separata dal resto del treno da un'orda di spiritelli demoniaci, che mandano la locomotiva a folle velocità verso un ponte distrutto, ma i tre riescono a salvarsi gettandosi nella neve. Durante il successivo viaggio in nave, Rasputin entra nella mente addormentata di Anya: nel sonno le appaiono immagini sulla sua precedente vita e delle persone a lei familiari, che si trasformano poi nei demoni di Rasputin, intenzionato a far saltare la ragazza nel mare in tempesta, dopo averla condotta sonnambula sul ponte esterno della nave. Fortunatamente Dimitri, svegliato da Pooka, interviene in tempo e la salva da una morte certa.
Giunti a Parigi, Vladimir e Dimitri presentano Anya a Sophie, cugina dell'imperatrice, sperando di ottenere un incontro con quest'ultima. Quando Anya riceve delle domande da Sofia, risponde correttamente ad una in particolare su come è fuggita dal palazzo, dettaglio mai accennato dai due uomini, al che Dimitri capisce che la ragazza è veramente Anastasia e non una sosia qualunque come pensava. Decidono così di andare al Teatro dell'Opera a parlare con l'imperatrice. Anya, accompagnata da Dimitri, aspetta che egli la presenti a Maria, ma sente la conversazione tra i due: l'imperatrice riconosce Dimitri come un truffatore che ingaggiava fanciulle che si fingessero Anastasia e lo fa cacciare via. Disgustata da ciò, Anya se ne va. Dimitri però non si arrende: rapisce Maria e la porta alla casa dove Anya sta facendo le valigie, mostrando all'imperatrice il carillon, che Anastasia aveva perso durante la fuga dieci anni prima, da lui recuperato. Maria finalmente incontra Anya, rimanendo diffidente e prevenuta fin quando la ragazza non mostra la collana "Insieme a Parigi", che aveva sempre avuto, e canta con la nonna la canzone della ninna nanna. Nonna e nipote, dopo le varie avversità, si ricongiungono.
Intanto, Rasputin e Bartok arrivano in un lampo in Francia grazie al reliquiario. Nonostante il pipistrello tenti di dissuadere il suo padrone, Rasputin pianifica di uccidere Anastasia alla festa di incoronazione. Anastasia incontra nuovamente Dimitri, chiamato dall'imperatrice per riscuotere la ricompensa, che lui però rifiuta, essendosi innamorato di Anya, ma sentendo comunque di doverla lasciare e partire per la Russia. Maria alla festa rivela ad Anya la decisione di Dimitri, e le chiede se tutto ciò che ora ha è quello che desidera, affermando infine che qualunque sia la sua decisione saranno sempre insieme. Poco dopo, Anastasia e Pooka vengono attirati da Rasputin prima in un labirinto di siepi nel giardino del palazzo fino al ponte Alessandro III, dove lo stregone si fa riconoscere dalla ragazza come il responsabile dello sterminio della sua famiglia, per poi tentare di farla finire nella Senna sgretolando il ponte. Dimitri accorre ad aiutarla, ma viene tramortito dalla statua di un cavallo alato animata dal reliquiario. Alla fine, un attimo prima che Rasputin finisca Anastasia, Pooka gli strappa il reliquiario e la ragazza lo calpesta fino a romperlo, condannando Rasputin ad essere distrutto dai suoi stessi demoni.
Poco tempo dopo, Maria legge una lettera di Anastasia, nella quale la ragazza afferma di aver deciso di partire con Dimitri e promette che entrambi ritorneranno presto a Parigi. Sofia, leggendo, rimane colpita da tanto amore, sostenendo che quello era un finale perfetto, al che Maria nega definendolo un inizio perfetto. Anastasia e Dimitri si dichiarano infine il loro amore scambiandosi un lungo bacio, mentre Bartok, libero da Rasputin, si trova una compagna.

## Personaggi
- granduchessa Anastasia Nikolaevna Romanova, da adottata Anya: è la protagonista del film, ultima discendente dei Romanov. È una ragazza molto intelligente, coraggiosa, tosta e con un cuore d'oro. Da bambina era molto affezionata a tutti i membri della sua famiglia, in particolar modo a sua nonna paterna, ma dopo l'attacco del malvagio monaco Rasputin ha perso la memoria (pare sia dovuto a un trauma dovuto alla botta che Anastasia ha preso, caduta dal treno su cui sarebbe dovuta fuggire insieme alla nonna) e non ha più ricordi di loro. Dopo aver lasciato l'orfanotrofio in cui ha vissuto fin da allora, si mette in viaggio verso Parigi per conoscere le sue origini e il suo passato. Durante il viaggio s'innamora, ricambiata, di Dimitri, sebbene inizialmente i due non si sopportino.
- Dimitri: è il coprotagonista del film. Da bambino lavorava come servo nel palazzo dei Romanov e durante l'invasione salvò Anastasia e sua nonna. Nel presente è un imbroglione di San Pietroburgo che mira alla ricompensa dell'Imperatrice Maria per chi le riporterà sua nipote. All'inizio del film viene mostrato come un ragazzo avido, astuto ed egoista, ma col passare del tempo avrà più occasioni di dimostrare di essere in fondo un giovane buono, gentile e coraggioso, oltre che affascinante, forte e testardo quanto Anastasia. Sebbene inizialmente i due non si sopportino, si innamorerà di Anya nel corso del viaggio con lei. Quando poi Anastasia lo nomina come ragazzo che lavorava a palazzo, capisce che la ragazza è davvero la principessa e inizialmente rinuncia ai soldi per lasciarla con la nonna. A fine film i due giovani partono per la Russia.
- Rasputin: è l'antagonista principale del film, un monaco che aveva lavorato al cospetto della famiglia Romanov. È un uomo avido, crudele, inquietante, prepotente, egoista, vendicativo e assetato di potere. Per vendicarsi del padre di Anastasia che lo aveva bandito vende (letteralmente) l'anima al diavolo, ottenendo poteri magici enormi grazie a un reliquiario donatogli dalle forze del male: annega in un fiume ghiacciato nel tentativo di inseguire Anastasia e la nonna e per 10 anni rimane in una specie di limbo, tenuto in vita solo dal reliquiario che gli dona i poteri, che Bartok ha tenuto tutto quel tempo. Dopo aver scoperto, grazie al suo aiutante Bartok, che Anastasia è viva, tenterà più volte di ucciderla ma verrà infine ucciso da lei stessa, che rompe il reliquiario.
- Bartok: è un pipistrello albino ottuso, maldestro, comico e simpatico. Molto fedele a Rasputin, gli fa da servo e lo aiuta in alcune occasioni, sebbene in fondo ne abbia anche paura. In realtà non è cattivo ma è troppo timoroso per ribellarsi al suo padrone. Quando Rasputin annega, tiene con sé il reliquiario che dà potere e tiene in vita il monaco, e dopo 10 anni scopre che Anastasia è viva. Cercherà inutilmente verso la fine di convincere Rasputin a rinunciare alla sua vendetta e durante lo scontro finale si rifiuterà di intervenire, prevedendo la disfatta del suo padrone. Morto Rasputin egli sarà libero e troverà una compagna. Bartok diventa il protagonista del suo film spin-off, intitolato Bartok il magnifico.
- Vladimir "Vlad" Vanya Vonitski Vasilovic': è il socio di Dimitri e il suo migliore amico, con un passato alla corte imperiale. È un uomo molto bonario, simpatico e gentile, ma anche lui ama il denaro. Dimostrerà subito grande affetto per Anya, sebbene anch'egli la sfrutti per avere i soldi che sua nonna ha promesso a chi gliel'avrebbe riportata viva. Quando si renderà conto dell'amore che lega Anya e Dimitri, tenterà in ogni modo di farli stare insieme ed essendosi ormai legato ad Anya, e contento che lei abbia trovato la sua famiglia, abbandonerà anche lui i propositi d'intascare la ricompensa. Dopo che Anya andrà a vivere a palazzo diventerà una delle guardie.
- Pooka: è il delizioso, socievole, dolce e fedele cagnolino di Anya. Lo incontra casualmente mentre va a San Pietroburgo e i due legano subito. Come è successo con Anya, Pooka si affeziona subito anche a Vladimir mentre con Dimitri si dimostra diffidente nella prima parte del film, per poi cambiare atteggiamento col ragazzo. Malgrado sia piccino, è molto coraggioso e protettivo verso Anya correndo a salvarla quando è in pericolo e non temendo di affrontare Rasputin e i suoi demoni.
- Imperatrice Maria Fëdorovna: è la nonna paterna di Anastasia. È una donna molto dolce, sensibile, saggia, gentile e protettiva, ma anche severa e testarda. Vuole molto bene alla nipote e quando si accorge che molti le portano false donne con il suo nome per denaro, rinuncia a trovarla e si chiude ulteriormente in sé stessa. Quando incontrerà Anya, però, si accorgerà di aver finalmente ritrovato l'amata nipote. Nonostante l'immensa gioia si renderà tuttavia conto che Anastasia non è più una bambina e capendo che lei e Dimitri si amano, sarà la prima ad incoraggiarla a seguirlo e a trovare la propria strada.
- Sophie Stanislovna Semerkov Smirnova: è la cugina dell'imperatrice Maria e vive a Parigi. È una donna molto corpulenta, buona, simpatica, gentile e persino romantica (è lei che dà inizio alla canzone Parigi ha la chiave del cuor). Ha il compito, assegnatole dalla cugina, di interrogare le ragazze che fingono di essere Anastasia, e alla fine accoglie Anya, prima scettica poi, dopo il ritrovamento con l'imperatrice, convinta dalla verità. Sofia è molto amica di Vladimir, ma c'è una piccola probabilità che i due siano fidanzati ufficiosi, in quanto si fanno a vicenda delle lusinghe e platoniche avances.
- Zar Nicola II di Russia: è il padre di Anastasia. È un brav'uomo, forte, severo e deciso. Vuole molto bene alla sua famiglia, in particolare a sua figlia Anastasia. Quando rincontrerà Rasputin sarà il primo a cacciarlo sapendo quanto malvagio egli sia. Rasputin, però, decide di maledirlo. Morirà insieme alla maggior parte della sua famiglia durante l'attacco dei bolscevichi al suo palazzo. Appare anche in una fantasia di Anastasia e in un suo incubo creato da Rasputin.

## Colonna sonora
Testi di Lynn Ahrens, musiche di David Newman e Stephen Flaherty.
1. Rumor in St. Petersburg – 3:25 – Jonathan Dokuchitz, Kelsey Grammer
2. Journey to the Past – 2:55 – Liz Callaway
3. Once Upon a December – 2:48 – Liz Callaway
4. In the Dark of the Night – 3:21 – Jim Cummings
5. Learn to Do It – 2:36 – Jonathan Dokuchitz, Kelsey Grammer, Liz Callaway
6. Learn to Do It (Waltz Reprise) – 1:45 – Jonathan Dokuchitz, Kelsey Grammer, Liz Callaway
7. Paris Holds the Key (To Your Heart) – 3:02 – Jonathan Dokuchitz, Bernadette Peters
8. At the Beginning – 3:40 (testo: Lynn Ahrens – musica: Richard Marx) – Richard Marx, Donna Lewis
9. Journey to the Past – 4:04 – Aaliyah
10. Once Upon a December – 3:34 – Deana Carter
11. Prologue – 6:23 (musica: David Newman)
12. Speaking of Sophie – 2:36 (musica: David Newman)
13. The Nightmare – 3:05 (musica: David Newman)
14. Kidnap and Reunion – 4:29 (musica: David Newman)
15. Reminiscing with Grandma – 3:17 (musica: David Newman)
16. Finale – 2:59 (musica: David Newman)
17. Viaje Tiempo Atrás (Journey to the Past) – 3:07 – Thalía

## Distribuzione

### Edizione italiana
Il doppiaggio italiano del film è stato effettuato presso la Royfilm e diretto da Renzo Stacchi su dialoghi di Andrea De Leonardis mentre la direzione musicale venne affidata a Ermavilo, autore dell'adattamento italiano delle canzoni del film.

## Accoglienza

### Incassi
Una versione limitata di Anastasia allo Ziegfeld Theatre di New York City nel fine settimana del 14 novembre 1997 ha incassato $ 120.541. La settimana successiva, l'ampia uscita di Anastasia negli Stati Uniti ha incassato $ 14,1 milioni (per una media di circa $ 5.692 da 2.478 sale), che lo ha posizionato come il film n. 2 (dietro Mortal Kombat - Distruzione totale) per il fine settimana del 21 – 23 novembre 1997. Alla fine della sua corsa teatrale, Anastasia aveva incassato 58,4 milioni di dollari al botteghino nordamericano e 81,4 milioni di dollari a livello internazionale. L'incasso mondiale è ammontato a circa $ 139,8 milioni, rendendolo il film con il maggior incasso di Don Bluth fino ad oggi e battendo il suo successivo film con il maggior incasso, Fievel sbarca in America, di circa $ 55 milioni. Questo è stato il primo film di successo finanziario di Don Bluth dai tempi di Charlie - Anche i cani vanno in paradiso.

### Critica
Rotten Tomatoes assegna al film un punteggio dell'86% sulla base di 56 recensioni e una valutazione media di 7,11/10. Il consenso del sito web recita: "La bella animazione, una versione affabile della storia russa e le forti interpretazioni vocali fanno di Anastasia un primo film vincente dei Fox Animation Studios". Su Metacritic, il film ha un punteggio di 61 su 100 basato su 19 recensioni, indicando "recensioni generalmente favorevoli".
Roger Ebert del Chicago Sun-Times ha assegnato al film tre stelle e mezzo su quattro, elogiando "la qualità della storia" e scrivendo il risultato come divertente e talvolta eccitante. Gene Siskel del Chicago Tribune ha assegnato al film tre stelle, definendo il personaggio principale "carino e affascinante" ma criticando il film per la mancanza di accuratezza storica. The Cincinnati Enquirer ha descritto il film come "affascinante" e "divertente", definendo Anastasia come una gustosa storia su una principessa delle fiabe. Premiando il film con tre stelle su cinque, Philip Thomas di Empire ha scritto che, nonostante le imprecisioni storiche, Anastasia riesce a essere un piccolo film affascinante.
Diversi critici hanno tracciato confronti positivi tra Anastasia e i film Disney usciti durante il Rinascimento Disney, notando somiglianze nella loro storia e negli stili di animazione. Marjorie Baumgarten di The Austin Chronicle ha assegnato al film tre stelle su cinque. Paragonando la sua qualità a quella di un film d'animazione Disney, Baumgarten ha scritto che Anastasia "potrebbe non battere la Disney al suo stesso gioco, ma sicuramente non sarà per mancanza di tentativi", e ha continuato dicendo che "[l] suo film dall'aspetto sontuoso chiaramente non ha badato a spese nella sua resa visiva; i suoi svolazzi ottici e l'attenzione ai dettagli mirano al gold standard Disney e, per la maggior parte, si avvicinano maledettamente". Jeffrey Gantz di The Phoenix ha dichiarato scherzosamente: "[Se] l'imitazione è davvero la forma più sincera di adulazione, allora la gente della Disney dovrebbe sentirsi regalmente complimentata dal nuovo film d'animazione della Twentieth Century Fox sulla figlia più giovane dello zar Nicola II". Owen Gleiberman di Entertainment Weekly ha scritto che la Fox ha un musical meravigliosamente animato che può sfidare il pari della Disney, ma ha anche affermato che Anastasia ha uno stile di animazione inferiore rispetto a quello della Disney e manca della sua magia.
Anche l'accoglienza della critica in Russia è stata, per la maggior parte, positiva nonostante le libertà artistiche che il film si è preso con la storia russa. Gemini Films, il distributore russo del film, ha sottolineato il fatto che la storia "non era storia", ma piuttosto "una fiaba ambientata sullo sfondo di veri eventi russi" nella campagna di marketing russa del film in modo che il suo pubblico russo non potesse vedere Anastasia come film storico. Di conseguenza, molti russi hanno elogiato il film per la sua arte e narrazione e lo hanno visto non come un pezzo di storia, ma un'altra importazione occidentale da consumare e apprezzare.
Alcuni cristiani ortodossi russi, d'altra parte, trovarono Anastasia una rappresentazione offensiva della Granduchessa, che fu canonizzata come nuova martire nel 1981 dalla Chiesa ortodossa russa fuori dalla Russia. Molti storici hanno fatto eco ai loro sentimenti, criticando il film come una rielaborazione sterilizzata e ricoperta di zucchero della storia della figlia più giovane dello zar. Mentre i realizzatori hanno riconosciuto il fatto che "Anastasia usa la storia solo come punto di partenza", altri si sono lamentati del fatto che il film avrebbe fornito al suo pubblico fatti fuorvianti sulla storia russa, che, secondo l'autrice e storica Suzanne Massie, è stata falsificata per questo motivo molti anni. Allo stesso modo, lo storico dilettante Bob Atchison ha affermato che Anastasia era simile a qualcuno che gira un film in cui Anna Frank "si trasferisce a Orlando e apre una fattoria di coccodrilli con un ragazzo di nome Mort".
Anche alcuni dei parenti contemporanei di Anastasia hanno ritenuto che il film fosse sgradevole, ma la maggior parte dei Romanov è arrivata ad accettare il "ripetuto sfruttamento del racconto romantico di Anastasia ... con equanimità".

## Riconoscimenti
- 1998 - Premio Oscar
  - Candidatura per la migliore colonna sonora (Musical o Commedia) a Stephen Flaherty (musica), Lynn Ahrens (testi) e David Newman (strumentali)
  - Candidatura per la miglior canzone (Journey to the Past) a Stephen Flaherty e Lynn Ahrens
- 1998 - Golden Globe
  - Candidatura per la migliore canzone originale (Journey to the Past) a Stephen Flaherty e Lynn Ahrens
  - Candidatura per la migliore canzone originale (Once Upon a December) a Stephen Flaherty e Lynn Ahrens
- 1998 - Annie Award
  - Miglior voce in un film d'animazione a Hank Azaria
  - Candidatura per il miglior film d'animazione
  - Candidatura per la miglior voce in un film d'animazione a Angela Lansbury
  - Candidatura per la miglior voce in un film d'animazione a Meg Ryan
  - Candidatura per la miglior colonna sonora in un film d'animazione a Stephen Flaherty, Lynn Ahrens e David Newman
  - Candidatura per la miglior sceneggiatura in un film d'animazione a Susan Gauthier, Bruce Graham, Bob Tzudiker e Noni White
  - Candidatura per la miglior regia in un film d'animazione a Don Bluth e Gary Goldman
  - Candidatura per i Migliori effetti animati in un film d'animazione a Peter Matheson
- 1999 - ASCAP Film and Television Music Awards
  - Miglior performance canora in un film (At the Beginning) a Lynn Ahrens e Stephen Flaherty
- 1997 - Awards Circuit Community Awards
  - Candidatura per il Miglior film d'animazione
- 1998 - Blockbuster Entertainment Awards
  - Miglior film d'animazione per la famiglia

- 1998 - Critics' Choice Awards
  - Miglior film per famiglie
- 1998 - Dallas-Fort Worth Film Critics Association Awards
  - Miglior film d'animazione
- 1998 - Kansas City Film Critics Circle Awards
  - Miglior film d'animazione
- 1998 - Golden Reel Award
  - Miglior montaggio sonoro - Animazione o Musical
  - Candidatura per il Miglior montaggio sonoro in un lungometraggio d'animazione
- Online Film & Television Association Film Awards
  - Miglior film d'animazione
  - Candidatura per la miglior voce in un film d'animazione a Hank Azaria
  - Candidatura per la miglior voce in un film d'animazione a Angela Lansbury
  - Candidatura per la miglior voce in un film d'animazione a Meg Ryan
  - Candidatura per la miglior colonna sonora originale in un film commedia o musicale a Lynn Ahrens, Stephen Flaherty e David Newman
  - Candidatura per la miglior canzone originale (Once Upon a December) a Stephen Flaherty, Lynn Ahrens e Liz Callaway
- 1998 - Satellite Award
  - Candidatura per il miglior film d'animazione o a tecnica mista
  - Candidatura per la miglior colonna sonora originale a David Newman
  - Candidatura per la miglior canzone originale (Journey to the Past) a Liz Callaway, Stephen Flaherty e Lynn Ahrens
  - Candidatura per la miglior canzone originale (Once Upon a December) a Deana Carter, Stephen Flaherty e Lynn Ahrens
- 1998 - Young Artist Award
  - (Premio Speciale) per il Miglior film d'animazione per famiglie

## Altri media

### Videogioco
Qualche tempo dopo l'uscita del film, la Fox Interactive lasciò un gioco per PC basato su di esso, intitolato Anastasia: Adventures with Pooka and Bartok, ovvero sia Anastasia: le avventure di Pooka e Bartok. Scopo del gioco è aiutare Anastasia nel suo viaggio verso Parigi risolvendo puzzle ed enigmi, controllando il cagnolino Pooka ed evitando le trappole di Bartok. Sono presenti scene tratte dal film e nuove ambientazioni dipinte a mano, create apposta per il gioco.

### Spin-off
Il film ha avuto uno spin-off, Bartok il magnifico, sempre con Don Bluth e Gary Goldman alla regia.

### Musical
Nel 2015 il film è diventato un musical e nel 2017 è approdato a Broadway con nuove canzoni, scene ed una storia più accurata: per esempio, gli abiti dei Romanov, nell'opera, sono molto simili a quelli veri, la rivoluzione del 1917 si svolge al Palazzo d'Inverno e non al palazzo di Caterina e il nemico principale non è Rasputin, bensì un bolscevico.